# Chicago XXVI: Live in Concert
Chicago XXVI: Live in Concert es un álbum en vivo de la banda estadounidense Chicago, su vigésimo sexto álbum en general, publicado en 1999 por Chicago Records.

## Lista de canciones
1. "Ballet for a Girl in Buchannon" (James Pankow) – 13:29
2. "(I've Been) Searchin' So Long" (Pankow) – 4:40
3. "Mongonucleosis" (Pankow) – 3:39
4. "Hard Habit To Break" (Steve Kipner, Jon Parker) – 5:16
5. "Call on Me" (Lee Loughnane) – 4:33
6. "Feelin' Stronger Every Day" (Peter Cetera, Pankow) – 4:24
7. "Just You 'n' Me" (Pankow) – 6:18
8. "Beginnings" (Robert Lamm) – 5:51
9. "Hard to Say I'm Sorry/Get Away" (Cetera, David Foster, Lamm) – 5:38
10. "25 or 6 to 4" (Lamm) – 5:51
11. "Back to You" (Lamm, Keith Howland) – 3:41
12. "If I Should Ever Lose You" (Burt Bacharach, Tonio K) – 4:30
13. "(Your Love Keeps Lifting Me) Higher and Higher" (Gary Jackson, Raynard Miner, Carl Smith) – 4:11

## Créditos
- Bill Champlin - teclados, guitarra, voz
- Robert Lamm - teclados, voz
- Keith Howland - guitarras, voz
- Lee Loughnane - trompeta, percusión, coros
- James Pankow - trombón, percusión, coros
- Walter Parazaider - instrumentos de viento, percusión, coros
- Jason Scheff  - bajo, coros
- Tris Imboden - batería, percusión